# Cebadera

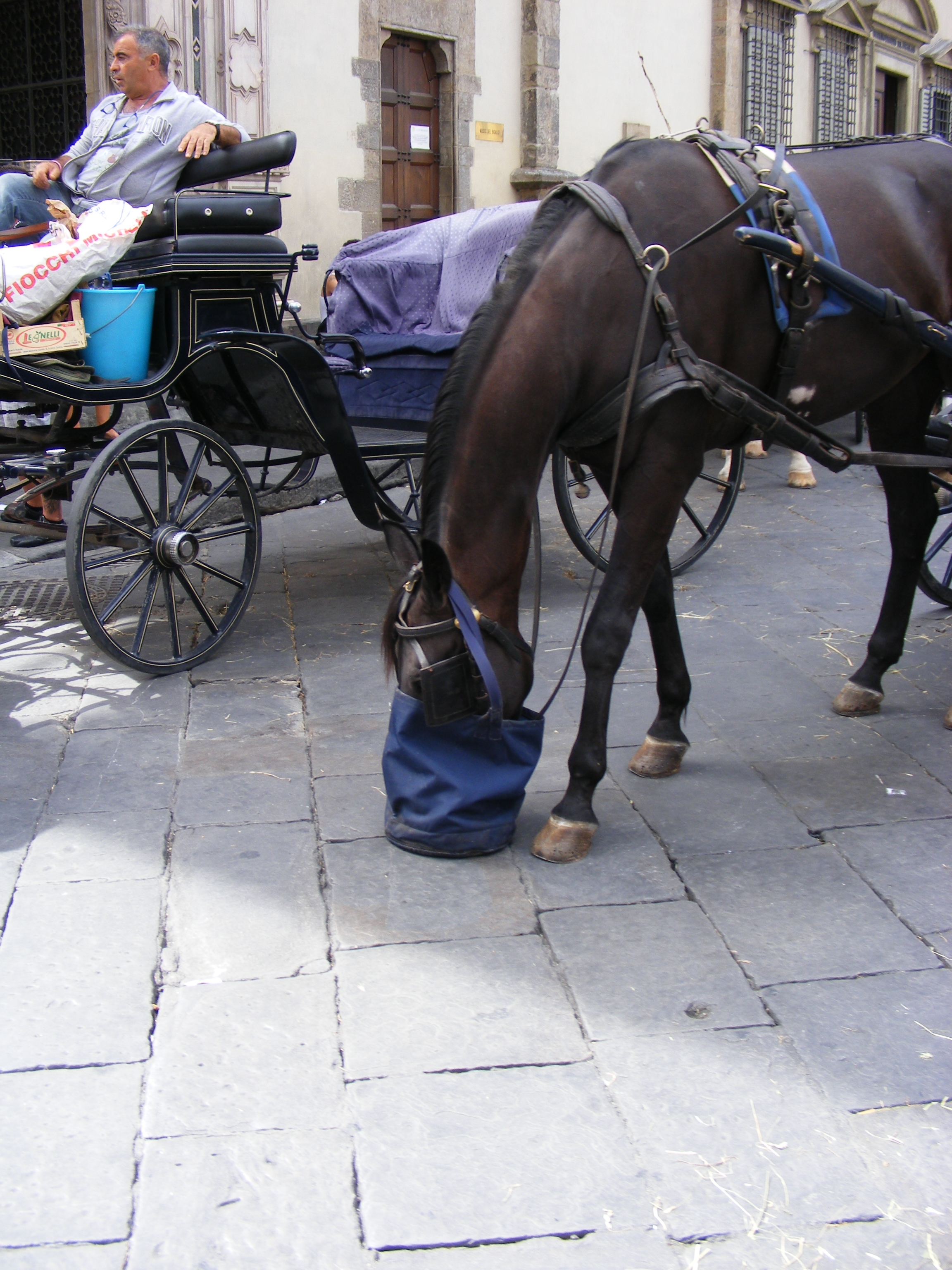
Un caballo que come de un cebadera a Florence, Italia

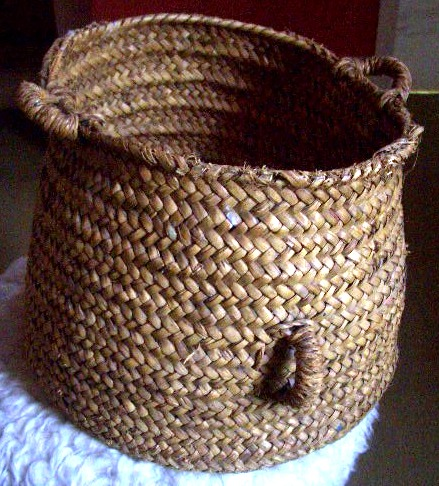
Una cebadera de 1930 en la mediterránea Ibiza. Dimensiones: altura 26 cm; diámetro de base 36 cm; diámetro superior 28 cm.

Una cebadera, o morral, es una bolsa, que se llena con pasto, y se sujeta en la cabeza de un caballo, de forma que le permite consumir directamente su ración de comida.
La ventaja principal es que el animal puede comer en cualquier lugar: sobre el empedrado de la ciudad, en un camino sin hierba a su alcance, etc. Pero también es práctico porque permite darle la cantidad justa de alimento, al tiempo que se le impide que se coma la ración de otro animal, o cualquier otro "alimento" que se encuentre en su camino.
Para acceder la porción del alimento cerca del final de la bolsa, el caballo debe ser capaz de tocar con su hocico en el suelo, esta acción le permite llegar morder todo lo que hay en el fondo de la bolsa. 

## Etimología
El nombre de "cebadera" proviene de la palabra "cebada ", cereal que antes se utilizaba frecuentemente en la nutrición de los caballos. Como también se le llama morral porque se pone en el morro de los animales

## Materiales
Se pueden hacer de piel, de lona, pero generalmente se han hecho de tejidos bastos como la tela de saco pero también de tela ligera. Ciertos diseños modernos se hacen de Cordura o de algún otro tipo de nylon, con un fondo sólido y los lados agujereados para la ventilación..

## Cultura popular (EE. UU.)
En la cultura popular de EE. UU., los términos relacionados con:"Feedbag, old feedbag o nose bag" se encuentran entre muchos nombres del mundo de la restauración, como metáfora del hecho de comer.

## Galería

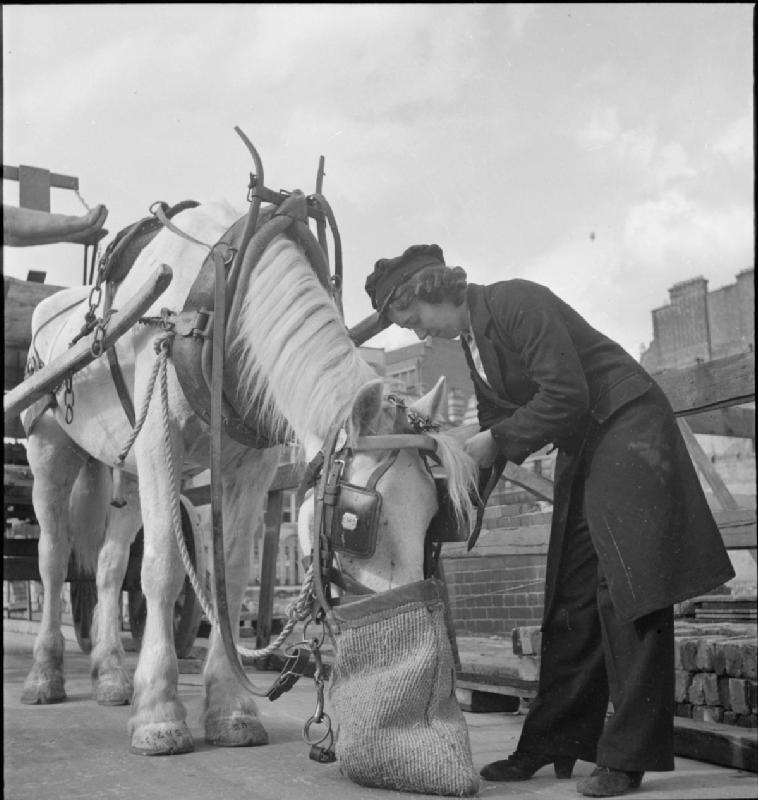
Una mujer añadiendo comida a la cebadera (Inglaterra, 1943)
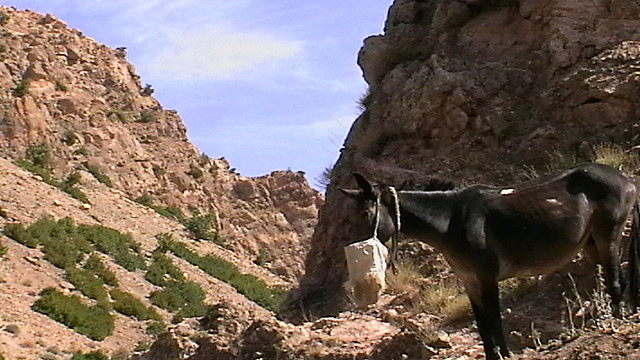
Mula con cebadera en un camino de montaña
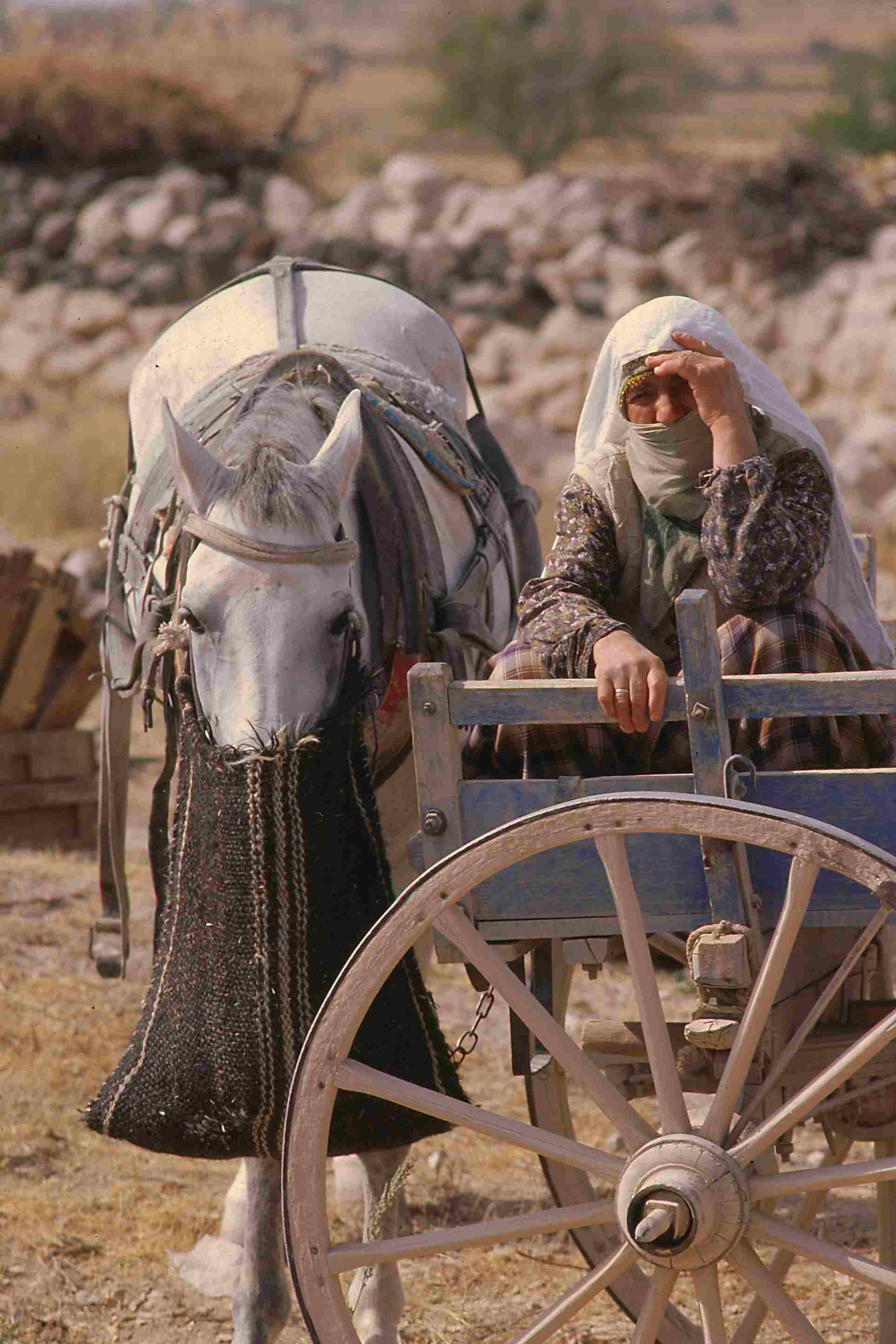
Un caballo con una cebadera durante la cosecha en Capadocia, Turquía
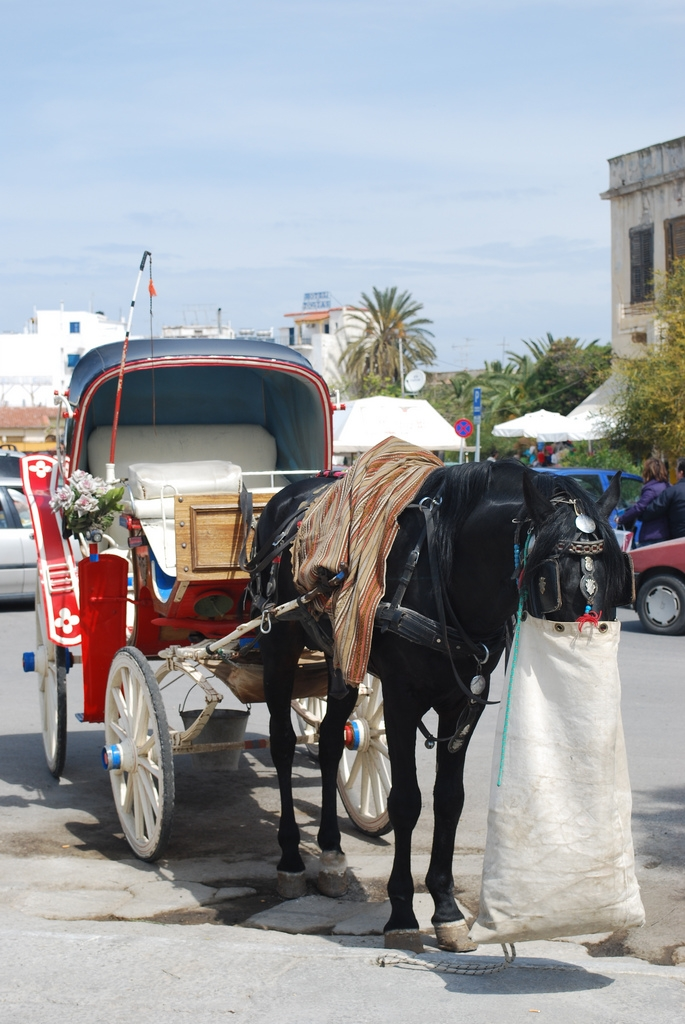
Un caballo con una cebadera, en un carruaje turístico